# Georges Barboteu
Georges Barboteu, né à Alger le 1er avril 1924 et décédé le 30 septembre 2006 à Paris 18e, est un corniste français reconnu comme étant l'un des meilleurs de la seconde moitié du XXe siècle. Il est également compositeur.

## Biographie
Georges Barboteu naît le 1er avril 1924 à Alger.
Fils d'un professeur de cor au conservatoire d'Alger, il commence lui-même à en jouer à l'âge de neuf ans, et remporte le premier prix à onze. Il rejoint l'orchestre symphonique de la radio d'Alger à quatorze ans.
À la suite d'une rencontre avec Charles Munch, il commence en 1938 des études de composition.
En 1948, il intègre l'Orchestre national de France comme second soliste. Il entre au Conservatoire national de musique à Paris en 1950, dont il obtient le prix d'honneur la même année.
En 1951, il remporte le premier prix du Concours international d'exécution musicale de Genève. Il est le corniste principal des Concerts Lamoureux puis à partir de 1969 de l'Orchestre de Paris, à la demande du conseiller musical de l'époque, Herbert von Karajan. Il enseigne son instrument au Conservatoire national supérieur de musique de Paris de 1969 à 1989.
Il fonde en 1964 le quintette de cuivres Ars Nova avec les trompettistes Marcel Lagorce, Bernard Jeannoutot, Jacques Lecointre, le tromboniste Camille Verdier et le tubiste Élie Reynaud.
Parmi ses nombreux élèves, on compte notamment André Cazalet, cor solo à l'Orchestre de Paris, Hervé Joulain, cor solo de l'Orchestre national de France, ou Jacques Deleplancque, cor supersoliste de l'Orchestre national du Capitole de Toulouse.
Après avoir fait partie du conseil consultatif de l'International Horn Society entre 1976 et 1979, il en est élu membre honoraire en 1998.
Georges Barboteu meurt le 30 septembre 2006 à Paris, où il est inhumé, dans le cimetière parisien de Pantin dans la 135e division[réf. nécessaire].

## Œuvres
Il a laissé une discographie importante, enregistrant nombre de pages de musique de chambre et de musique concertante, allant du XVIIe siècle à l'époque contemporaine.
Parmi ses enregistrements qui ont fait date dans l'histoire du disque, il faut citer le concerto pour cor de Michael Haydn, celui pour deux cors de Joseph Haydn, ainsi que le concerto en Ré de Télémann, tous enregistrés avec l'orchestre de chambre Jean-François Paillard.
Il faut citer également le concerto de Weber qui cumule toutes les difficultés techniques pour le cor, enregistré avec Theodor Guschlbauer.
La plupart de ses enregistrements ont été réalisés par la firme Erato.
Il écrivit des livres d'études pour cor, mais composa également une quarantaine de pièces pour cor seul ou avec d'autres instruments qui ont souvent servi dans les examens du Conservatoire.